# 米国在台湾協会

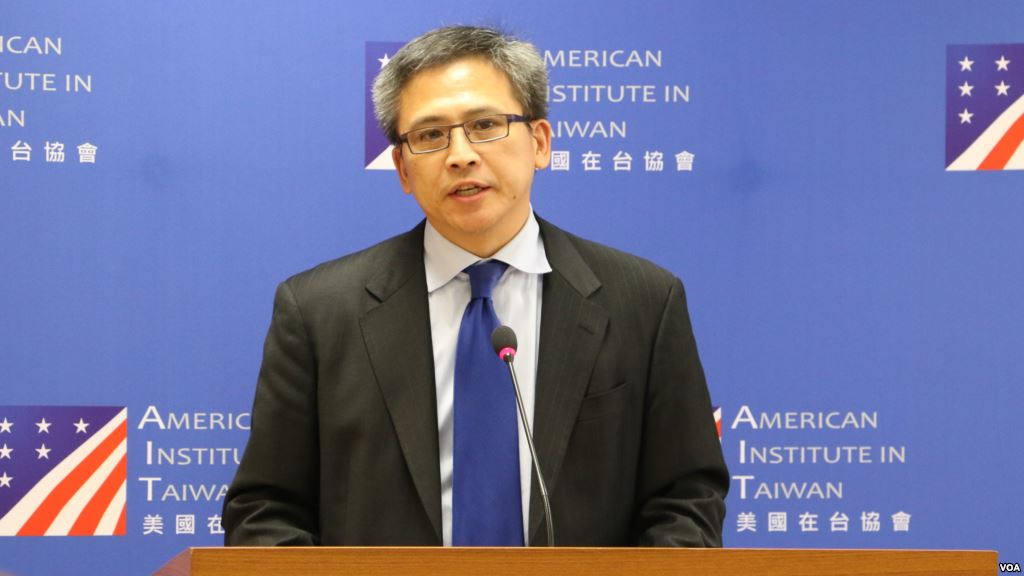
第13代米国在台協会台北事務所長キン・モイ（Kin W. Moy）

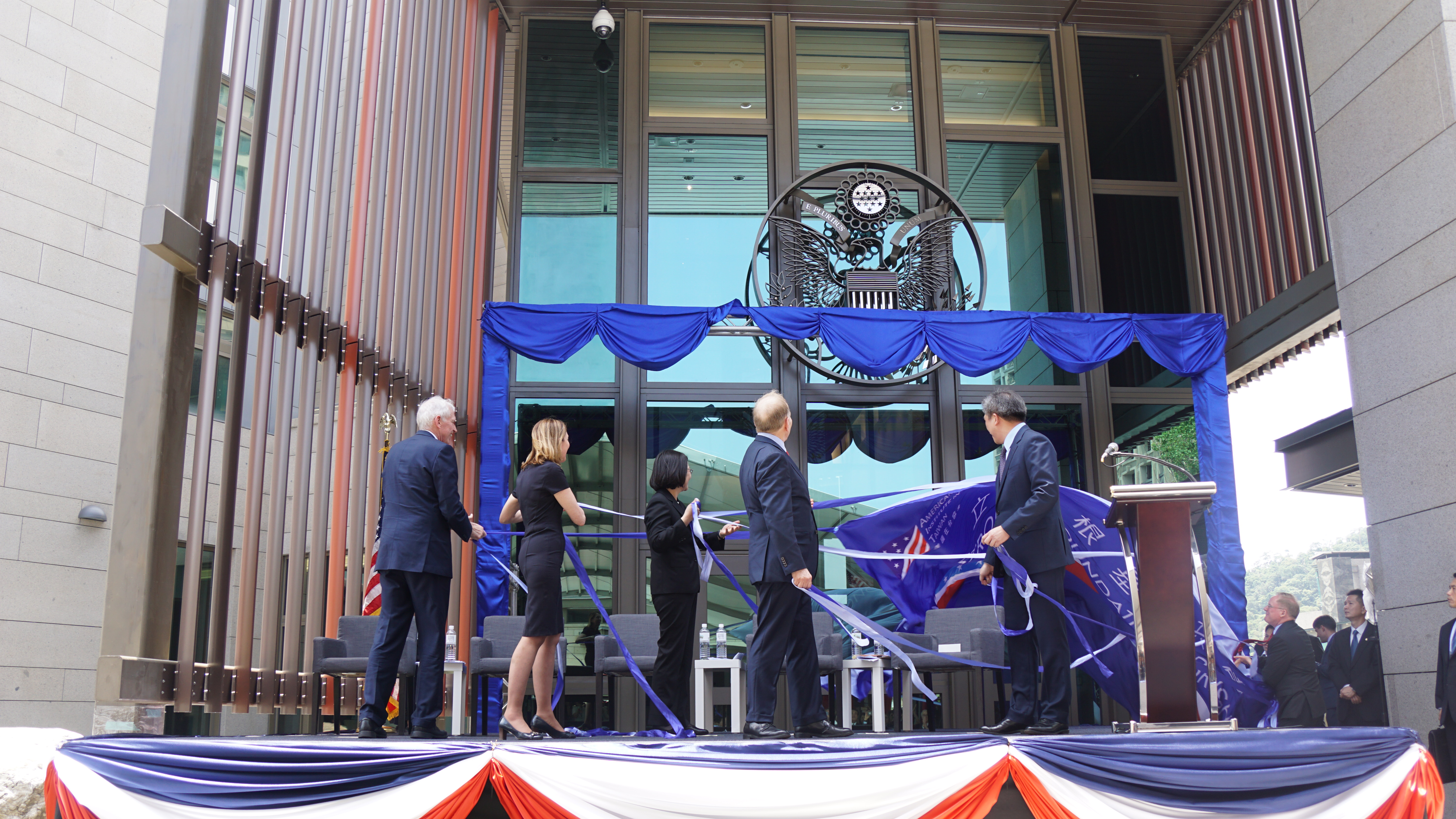
米国在台湾協会台北事務所のマインゲートの上にある米国国務省紋章

米国在台湾協会（べいこくざいたいわんきょうかい、英語: American Institute in Taiwan, AIT、繁: 美國在臺協會）は、アメリカ合衆国（米国）が台湾に設置した実務関係処理のための窓口機関である。形式的には非政府機関であるが、実質的には米国の大使館にあたる。台湾での呼称にならい「米国在台協会」と和訳されることもある。台湾側のカウンターパートは、台湾米国事務委員会（元北米事務協調委員会。事実上の在米大使館の名称は、駐米台北経済文化代表処）。

## 概要
1979年1月1日、アメリカ合衆国が中華人民共和国との間で国交を樹立（米中国交正常化）、台湾のみを実効支配する中華民国との国交を断絶したことを受け、ジミー・カーター大統領の「台湾人民との関係に関する覚書」（1978年12月30日）に示された方針に従い、1979年1月10日、コロンビア特別区非営利法人法に基づいて設立された。同年2月28日付で在中華民国大使館を閉鎖。その後、同年4月10日にアメリカ合衆国議会で成立した台湾関係法により、米国国内法に対する優位性などの特別な法的地位が付与された。さらに、1980年10月2日、北米事務協調委員会との間の協定 に調印し、相互主義の原則により、双方の代表窓口機関に外交特権が認められた。
これにより、台北事務所（Taipei Main Office, AIT/T、台北辦事處）と高雄支所（Kaohsiung Branch Office, AIT/K、高雄分處）が設置された。台北事務所長（director、台北辦事處處長）は大使と同様の地位で外交特権を享有しており、事実上の駐台湾米国大使である。所内には政治部（Political Section、政治組）もある。高雄支所長（branch chief、高雄分處處長）は事実上の駐高雄米国総領事である。当支所の担当区域は南台湾（高雄市、台南市、嘉義市、屏東県、台東県、澎湖県）である。

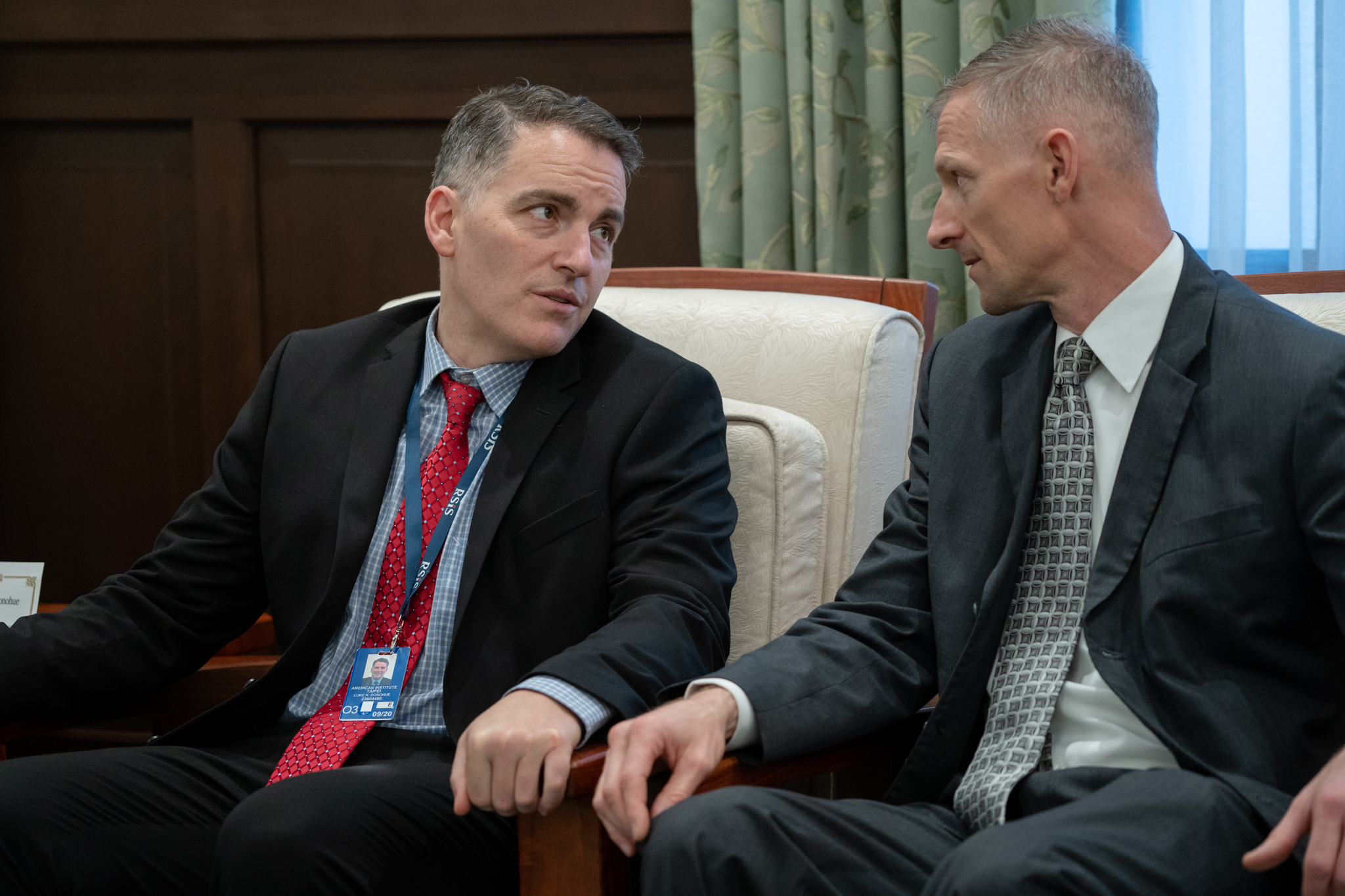
アメリカ軍現職将校で構成される米国在台湾協会の安全保障協力部と連絡部の両部長（ルーク・ドナヒュー陸軍大佐とジーン・リチャーズ陸軍大佐）

台北市内には、関連施設として「アメリカ文化センター」（American Cultural Center/
Commercial Section、美國文化中心/商務組資料中心）、「農業貿易事務所」（Agricultural Trade Office、農業貿易辦事處）も擁し、国務省職員ら総勢450名のスタッフがいるとされる。アメリカ軍は2005年から、台北事務所の傘下で現職軍人を派遣し:16、大佐の階級にある将校が「連絡部」（Liaison Affairs Section、聯絡事務組）や「安保協力部」（Security Cooperation Section、安全合作組）の部長を務める。米国在台湾協会に勤務する期間中は軍服の代わりに背広を着る。
米国首都に近いアーリントンにワシントン本部（Washington Headquarters、華盛頓總部）が設置されており、台湾側の駐米台北経済文化代表処（Taipei Economic and Cultural Representative Office）と米国政府機関との連絡機能をもっている。理事長（会長）は、chairman（主席）と呼ばれる。

## 歴代台北事務所長
| 代数 | 氏名                                                           | 写真 | 着任          | 離任          |
| ---- | -------------------------------------------------------------- | ---- | ------------- | ------------- |
| 1    | チャールズ・T・クロス Charles T. Cross                         |      | 1979年        | 1981年        |
| 2    | ジェームズ・R・リリ James R. Lilley                            |      | 1981年        | 1984年        |
| 3    | ハリー・E・T・サイヤー Harry E.T. Thayer                       |      | 1984年        | 1986年        |
| 4    | デビッド・ディーン David Dean                                  |      | 1987年1月8日  | 1989年        |
| 5    | トーマス・ブルックス Thomas Brooks                             |      | 1990年        | 1993年        |
| 6    | B・リン・パスコー B. Lynn Pascoe                               |      | 1993年        | 1996年        |
| 7    | ダリル・N・ジョンソン Darryl N. Johnson                        |      | 1996年8月1日  | 1999年        |
| 8    | レイモンド・ブルクハルト Raymond Burghardt                     |      | 1999年        | 2001年        |
| 9    | ダグラス・H・パール Douglas H. Paal                            |      | 2002年7月1日  | 2006年1月25日 |
| 10   | スティーブン・M・ヤング Stephen M. Young                       |      | 2006年3月18日 | 2009年7月3日  |
| 11   | ウィリアム・A・スタントン William A. Stanton                   |      | 2009年9月28日 | 2012年        |
| 12   | クリストファー・J・マルート Christopher J. Marut               |      | 2012年        | 2015年        |
| 13   | キン・W・モイ Kin W. Moy                                       |      | 2015年6月14日 | 2018年7月14日 |
| 14   | ウィリアム・ブレント・クリステンセン William Brent Christensen |      | 2018年8月11日 | 2021年7月14日 |
| 15   | サンドラ・オウドカーク Sandra Springer Oudkirk                 |      | 2021年7月15日 | 2024年7月8日  |
| 16   | レイモンド・グリーン Raymond Franklin Greene                   |      | 2024年7月9日  | （現職）      |

## 交通アクセス
- 台北捷運文山内湖線 内湖駅出口より徒歩7分。